# Părvomaj
Părvomaj (bulharsky Първомай, do roku 1894 Хаджѝ Елѐс, později do roku 1947 Борѝсовград) je město ve středním Bulharsku, v Hornothrácké nížině. Žije tu přibližně 13 tisíc obyvatel.
Jedná se o správní středisko stejnojmenné obštiny v Plovdivské oblasti.

## Historie
Nejstarší písemné zmínky o městě pocházejí z roku 1576, přičemž o dědinách, které jsou dnes součástmi města, existují i starší zápisy z konce předchozího století. Evlija Čelebi zaznamenal v roce 1671 dědinu Iskra jižně od města. Až do roku 1894 se město nazývalo Hacı İlyas, poté Borisovgrad. Současný název nese od roku 1947.

## Obyvatelstvo
K 15. září 2024 ve městě žilo 12 946 obyvatel a bylo zde trvale hlášeno 14 868 obyvatel. Podle sčítání 1. února 2011 bylo národnostní složení následující:
- Bulhaři: 11 801 (92.6 %)
- Romové: 657 (5.2 %)
- Turci: 209 (1.6 %)
- ostatní[p 3]: 74 (0.6 %)